# 朝見浄水場
朝見浄水場（あさみじょうすいじょう）は、大分県別府市朝見2丁目にある市営の浄水場である。大分県初の近代的な浄水処理施設として1917年（大正6年）に竣工した浄水場で、5つの施設が国の登録有形文化財に登録されている。

## 概要
大分県初の近代的な浄水処理施設として1917年（大正6年）に竣工した浄水場である。当初の計画給水人口は25,000人、一日あたりの計画給水量は2,800m3で、朝見川の支流である乙原川及び鮎返川から取水していた。別府市の発展に伴い、1927年（昭和2年）に75,000人に給水できるように拡張している。
第二次世界大戦後の1946年（昭和21年）5月には、進駐軍が鮎返水源地を接収してダムを建設し、給水量の1/3が失われることとなったため、暫定的に朝見川から取水を行ったが、水質が悪かったため、温水地区から取水を行った。さらに、1960年代からは大分川から取水を行うようになった。現在は水源の大半を大分川からの取水でまかなっている。

## 施設
別府市朝見浄水場
- 竣工 - 1927年（昭和2年）
- 構造 - 鉄筋コンクリート構造
- 建築面積 - 17 m2
- 所在地 - 大分県別府市朝見2-4075-5

浄水場からやや離れて、北側の低地に建てられている。
別府市朝見浄水場集合井室
- 竣工 - 1917年（大正6年）
- 構造 - 鉄筋コンクリート構造
- 建築面積 - 14 m2
- 所在地 - 大分県別府市朝見2-4141

八角形の平面になる鉄筋コンクリート造の建屋で，球状の屋根を持つ。正面入口は，円弧状のペディメントを載せたポーチ付きで小規模ながら本格的な造りになる。外壁は石積み風の目地を入れる。独特の外観は，生活近代化の象徴として広く親しまれている。
別府市朝見浄水場配水池南出入口
- 竣工 - 1926年（大正15年）
- 構造 - 鉄筋コンクリート構造
- 建築面積 - 13 m2
- 所在地 - 大分県別府市朝見2-4130-1

浄水場の敷地の西端に位置する配水池の南北側面の2カ所に敷設された管理用の出入り口の一つ。平面は矩形の建屋で，壁面を洗い出しとし，側面にアーチ型の窓枠を設けるなど小規模ながら建築として扱っている。配水池とともに記念的な施設である
別府市朝見浄水場配水池北出入口
- 竣工 - 1926年（大正15年）
- 構造 - 鉄筋コンクリート構造
- 建築面積 - 13 m2
- 所在地 - 大分県別府市朝見2-4130-1

配水池に敷設された管理用の出入り施設。南北2カ所に設けられているが，ともに独立した鉄筋コンクリート造の建屋である。小規模ながら，出入り口に方形の基礎をおいた柱型を配し，独特の柱頭飾をおく等特徴的な細部意匠の建屋として親しまれている。
別府市朝見浄水場配水池
- 竣工 - 1917年（大正6年）
- 構造 - 鉄筋コンクリート構造
- 建築面積 - 985 m2
- 所在地 - 大分県別府市朝見2-4130-1

別府市の生活近代化を図るため，第1期工事として建設された鉄筋コンクリート造の配水池。石製の笠木を持つなど趣のある造形になる。完成当時2万5千人分の給水が可能であった。別府市の水道史の証として，浄水場内に大切に保存されている。

## 交通
- 自動車
  - JR九州日豊本線別府駅から約5分（約1km）[5]
  - 大分自動車道別府ICから約10分（約3．5km）
  - 別府国際観光港から約10分（約3．5km）
- 徒歩 - JR九州日豊本線別府駅から約15分
- バス - JR九州日豊本線別府駅東口から19番内成線で、「上畑」停留所下車